# Faruk Aktaş
Faruk Aktaş (* 13. Januar 1956 in Ankara) ist ein ehemaliger türkischer Fußballspieler.

## Karriere
Aktaş spielte als Abwehrspieler jeweils eine Saison für Galatasaray Istanbul und Orduspor. Für die Gelb-Roten kam Aktaş zu fünf Ligaspielen. Bei Orduspor waren es 28 Ligaspiele. Er beendete im Sommer 1978 seine Karriere.